# ビリー・マレイ
ビリー・マーレイ（Billy Murray、1877年5月25日 - 1954年8月17日）は、20世紀初頭のアメリカ合衆国において、最も人気のあった歌手の一人。ヴォードヴィルのスターとして成功したが、最も広く知られたのは数多くの作品が制作された録音スタジオでの仕事であり、当時存在していたレコードレーベルのほとんどすべてにおいて、録音を行なった。

## 生涯
ビリー・マーレイは、ペンシルベニア州フィラデルフィアで、いずれもアイルランド南西部ケリー県からの移民であった父パトリック・マーレイ (Patrick  Murray) と母ジュリア (Julia) （旧姓ケルハー Kelleher）の間に生まれた。1882年に両親はコロラド州デンバーへ移り、彼はそこで育つ事になった。やがて舞台に魅せられるようになったマーレイ少年は、1893年に、旅回りのヴォードヴィルの一座に加わった。また、初期にはミンストレル・ショーの舞台にも上がっていた。1897年、サンフランシスコのレコード会社のオーナーであったピーター・バチガルーピ (Peter Bacigalupi) のために、最初のレコーディングを行なった。2010年現在、マーレイが録音したバチガルーピの蝋管は、現存するものが確認されていない。1903年以降、合衆国の主要なレコード会社やティン・パン・アレーの音楽産業が集中していたニューヨーク市やニュージャージー州一帯で、定期的にレコーディングを行なうようになった。
1906年、その後人気となったエイダ・ジョーンズとの一連のデュエット曲の最初の作品を蝋管に吹き込んだ。彼は、このほかにもアイリーン・スタンリー (Aileen Stanley) や、ハイドン・カルテット (Haydn Quartet)、アメリカン・カルテット (American Quartet)（別名パイオニア・カルテット (the Premier Quartet)）、エルシー・ベイカー (Elsie Baker) などとも共演し、さらにソロでも作品を残した。
「デンバーのナイチンゲール (the Denver Nightingale)」と渾名された彼は、力強いテノールの声と優れた発声法を身に付けており、当時のベルカント唱法によった歌手たちよりも、もっと会話をするような調子で歌っていた。コミカルな内容の歌では、より滑稽な効果を出す工夫として、あえて少々平板な調子で歌うこともあった。

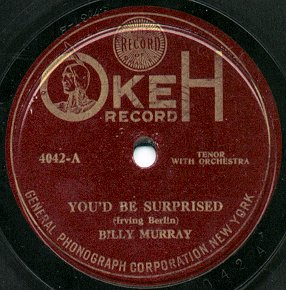
1919年にオーケー・レコード (Okeh Records) から出たマーレイのレコード。

マーレイは、ロマンチックな曲やバラッドもしばしば録音しており、売れ行きも良かったが、コメディやノベルティ・ソングの録音の人気は、後世のレコード収集家たちまで、永く続いている。

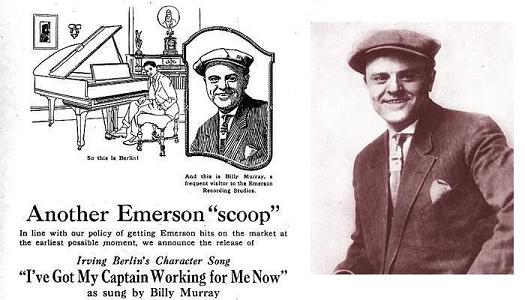
1919年のビリー・マーレイのレコードの新聞広告。

マーレイは熱心な野球ファンであり、当時のニューヨーク・ハイランダーズ（ニューヨーク・ヤンキースの前身）と一緒にエキシビション試合でプレイしたことが何度かあったとされている。彼はまた、しばしば体調不良と称して録音のためのセッションを休み、野球場へ足を運んでいたと考えられている。マーレイが吹き込んだ、「Tessie, You Are the Only, Only, Only」は、歌詞の一部にある「Tessie, you know I love you madly（テッシー、僕が君に首ったけだって分かっているよね）」を「Honus, why do you hit so badly?（ホーナス、どうしてそんなにひどくヒットを打てるんだい？）」と書き換えたものが広まり、1903年のワールドシリーズの非公式なテーマソングとなった。
彼の人気も、やがて大衆の好みが変化し、また、録音技術が進歩するにつれて、薄らいで行った。1920年代における電気式マイクロフォンの普及は、クルーナー (crooner) の時代とともに進んだ。マーレイ自身が「ハンマーで叩き上げていくような (hammering)」スタイルと称した、アコースティック録音（機械式録音）のラッパ型集音器に歌を叫び込むような歌い方は、電気式吹き込み（電気録音）の時代には通用せず、彼は柔らかく声を出す術を学ばなければならなかった。
マーレイのような歌い方の人気が薄らいだ後も、彼は吹き込みの仕事を続けた。1920年代末から1930年代はじめにかけて、彼が初期に吹き込んだ作品は、ノスタルジックなものと見なされるようになり（後の時代の言葉で言えば「オールディーズ」のようになり）、再び彼を求める声が高まった。彼は、アニメーション映画の声もやり、「フォロー・ザ・バウンシング・ボール（follow the bouncing ball：跳ねるボールを追いかける）」と称された、監修が一緒に歌うマンガ・アニメーションや、ビン坊 (Bimbo) の声などでは、特に人気があった。彼はまた、ラジオの仕事もこなした。1931年には人気漫画、「ポパイ」のイメージソング「Popeye The sailor Man」を吹き込み、1940年から1941年にかけては、ハリーズ・タヴァーン・バンド (Harry's Tavern Band) とともにさまざまなコミックソングを吹き込んだ。
マーレイの最後の吹き込みは、1943年2月11日にビーコン・レコード (Beacon Records) のために、様々な方言を駆使するユダヤ人のコメディアンであるモンロー・シルバー (Monroe Silver) と一緒に行なわれた。その翌年、ニューヨーク州ロングアイランドのフリーポート (Freeport) へ引退した。1954年、彼は近くのジョーンズ・ビーチ島 (Jones Beach Island) で、心臓発作のために77歳で亡くなった。彼は生涯に3度結婚したが、最初の2回は離婚に終わっていた。後には、3人目の妻マデリーン (Madeleine) が残され、亡骸はニューヨーク州ウェストベリー (Westbury) のホーリー・ロード墓地 (Cemetery of the Holy Rood) に埋葬された。

## おもなディスコグラフィ

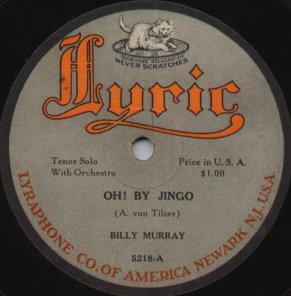
Oh! by Jingo

マーレイの録音は、ソロ、デュエット、カルテット、その他の編成によるものなど、数百曲にのぼる。以下に列挙する対象は、英語版ウィキペディアに独立した記事が立項されている曲に限っている。
- Ain't It Funny What a Difference Just a Few Hours Make
- Alexander's Ragtime Band
- Always Leave Them Laughing When You Say Goodbye
- Any Little Girl, That's a Nice Little Girl, is the Right Little Girl For Me
- At the Moving Picture Ball
- Be My Little Baby Bumble Bee - エイダ・ジョーンズとのデュエット
- Because I'm Married Now
- Blue Feather - エイダ・ジョーンズとのデュエット
- Bon Bon Buddy
- Charley, My Boy
- Cheyenne
- Clap Hands! Here Comes Charley!
- College Life
- Come Josephine in My Flying Machine - エイダ・ジョーンズとのデュエット
- Cordelia Malone
- Cuddle up a Little Closer, Lovey Mine - エイダ・ジョーンズとのデュエット
- Daddy, Come Home
- Dear Sing Sing
- Dixie - フランク・スタンリー (Frank Stanley)、エイダ・ジョーンズと
- Everybody Works But Father
- Forty-five Minutes from Broadway
- Give My Regards to Broadway
- Harrigan
- He'd Have to Get Under — Get Out and Get Under (to Fix Up His Automobile)
- He Goes to Church on Sunday
- He May Be Old, But He's Got Young Ideas
- Hello, Hawaii, How Are You?
- I'm Afraid to Come Home in the Dark
- In My Merry Oldsmobile
- In the Good Old Summer Time
- In the Land of the Buffalo
- In the Shade of the Old Apple Tree
- It's a Long Way to Tipperary（遥かなティペラリー） - カルテットと
- It's the Same Old Shillelagh - ハリーズ・タヴァーン・バンド (Harry's Tavern Band) と
- It Takes the Irish to Beat the Dutch
- I've Been Floating Down the Old Green River
- I've Got My Captain Working for Me Now
- I've Got Rings On My Fingers - カルテットと
- I Want to Go Back to Michigan
- I Wonder Who's Kissing Her Now
- K-K-K-Katy
- Meet Me Down at Luna, Lena - カルテットと
- Oh By Jingo!（オー・バイ・ジンゴ）
- Oh, You Beautiful Doll - カルテットと
- On Moonlight Bay - カルテットと
- On the 5:15 - カルテットと
- On the Old Fall River Line[6] - 1913年録音
- Over There（オーヴァー・ゼア）
- Play a Simple Melody - 1916年のエルシー・ベイカーとのデュエット
- Popeye The Sailor Man - 1931年録音
- Pretty Baby
- School Days - エイダ・ジョーンズとのデュエット
- Shine On, Harvest Moon - エイダ・ジョーンズとのデュエット
- Some Sunday Morning - エイダ・ジョーンズとのデュエット
- Tessie
- The Grand Old Rag (Flag)
- The Yankee Doodle Boy
- Tipperary
- Under the Anheuser Bush
- You'd Be Surprised